# Christian Minotti
Christian Minotti (Roma, 12 maggio 1980) è un ex nuotatore e allenatore di nuoto italiano.
La sua specialità è stata lo stile libero. Ha ottenuto i suoi migliori risultati nel periodo 2000 - 2004, vincendo medaglie ai Campionati mondiali di nuoto in vasca corta e ai Campionati europei, sia in vasca lunga che corta. Ex atleta dell'Aurelia Nuoto, è poi passato a difendere i colori del Circolo Canottieri Aniene.
È stato l'allenatore della nuotatrice italiana Simona Quadarella.

## Palmarès
| Giochi olimpici              | 800 m st. libero       | 1500 m st. libero        |
| 2000 Sydney Australia        | ---                    | 10º in batteria 15'12"72 |
| 2004 Atene Grecia            | ---                    | 24º in batteria 15'39"31 |
| Campionati del mondo         | 800 m st. libero       | 1500 m st. libero        |
| 2001 Fukuoka Giappone        | 9º in batteria 8'00"70 | ---                      |
| 2003 Barcellona Spagna       | ---                    | 7º 15'13"28              |
| Mondiali in vasca corta      | 800 m st. libero       | 1500 m st. libero        |
| 2002 Mosca Russia            | ---                    | Bronzo 14'45"41          |
| Campionati europei           | 800 m st. libero       | 1500 m st. libero        |
| 2000 Helsinki Finlandia      | ---                    | 4º 15'13"77              |
| 2002 Berlino Germania        | ---                    | Argento 15'04"16         |
| Europei in vasca corta       | 800 m st. libero       | 1500 m st. libero        |
| 2002 Riesa Germania          | ---                    | Bronzo 14'51"43          |
| 2003 Dublino Irlanda         | ---                    | 8º 14'55"98              |
| Europei giovanili            | 800 m st. libero       | 1500 m st. libero        |
| 1998 Palma di Maiorca Spagna | ---                    | 8º 15'41"84              |

### Campionati italiani
8 titoli individuali, così ripartiti:
- 1 nei 400 m stile libero
- 3 negli 800 m stile libero
- 4 nei 1500 m stile libero

nd = non disputata
| Anno | Edizione    | 400 m st. libero | 800 m st. libero | 1500 m st. libero | 5000 m st. libero | 4x200 m st. libero |
| ---- | ----------- | ---------------- | ---------------- | ----------------- | ----------------- | ------------------ |
| 1999 | Primaverili | -                | nd               | -                 | 2                 | -                  |
| 1999 | Estivi      | -                | nd               | 1                 | nd                | -                  |
| 1999 | Invernali   | 3                | nd               | 2                 | nd                | nd                 |
| 2000 | Primaverili | -                | nd               | 2                 | 2                 | -                  |
| 2000 | Invernali   | 1                | nd               | 1                 | nd                | nd                 |
| 2001 | Primaverili | -                | 2                | 3                 | -                 | -                  |
| 2001 | Estivi      | -                | 1                | -                 | nd                | 3                  |
| 2001 | Invernali   | -                | nd               | 1                 | nd                | nd                 |
| 2002 | Primaverili | -                | 1                | 2                 | -                 | -                  |
| 2002 | Estivi      | -                | 2                | 3                 | nd                | 3                  |
| 2003 | Estivi      | -                | 1                | -                 | nd                | -                  |
| 2004 | Primaverili | -                | -                | 2                 | -                 | -                  |
| 2004 | Estivi      | -                | -                | 2                 | nd                | -                  |
| 2005 | Invernali   | -                | -                | 1                 | -                 | nd                 |
| 2006 | Primaverili | -                | 3                | 2                 | -                 | -                  |
| 2006 | Estivi      | -                | 3                | 2                 | nd                | -                  |
| 2006 | Invernali   | -                | -                | 3                 | nd                | nd                 |
| 2007 | Estivi      | -                | -                | 3                 | nd                | -                  |